# Demian Lienhard

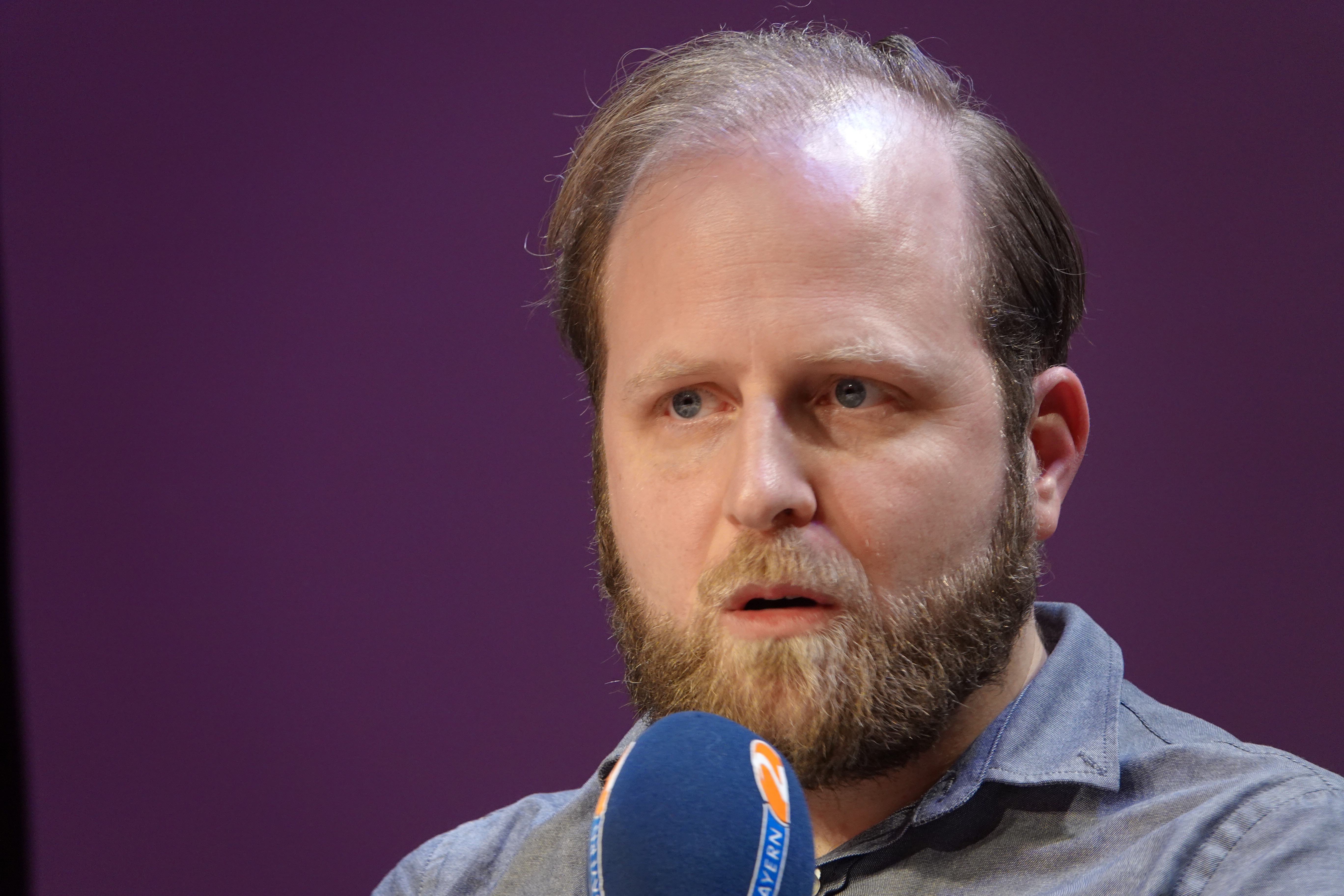
Demian Lienhard 2023

Demian Lienhard (* 1987 in Bern) ist ein Schweizer Schriftsteller und Archäologe.

## Leben
Demian Lienhard studierte in Zürich, Köln und Rom Klassische Archäologie, Lateinische Philologie und Hispanistik. Er wurde 2017 an der Universität zu Köln in Klassischer Archäologie promoviert und arbeitete danach als wissenschaftlicher Mitarbeiter an der Universität Frankfurt. Für seine Dissertation erhielt er 2018/19 das einjährige Reisestipendium des Deutschen Archäologischen Instituts.

## Werke
In seinem Debütroman Ich bin die, vor der mich meine Mutter gewarnt hat (2019) beschäftigt sich Lienhard mit der offenen Drogenszene im Zürich der 1980er- und frühen 1990er-Jahre. Für diesen Roman erhielt er einen Schweizer Literaturpreis.
Lienhards 2023 erschienener Roman Mr. Goebbels Jazz Band erzählt die Geschichte des Kollaborateurs und Radiosprechers William Joyce und der Swing Band „Charlie and His Orchestra“, die das NS-Regime im Zweiten Weltkrieg für Radiosendungen seiner englischsprachigen Auslandspropaganda einsetzte. Der Roman wurde  ins Italienische, Türkische und Französische übersetzt. 

## Veröffentlichungen
- Römische fora in Italien. Funktionen und Funktionswandel öffentlicher Platzanlagen vom 3. Jhdt. v. Chr. bis ins 5. Jhdt. n. Chr. Dissertation Universität zu Köln 2017 (Digitalisat).
- Ich bin die, vor der mich meine Mutter gewarnt hat. Frankfurter Verlagsanstalt, Frankfurt 2019, ISBN 978-3-627-00260-2.
- Mr. Goebbels Jazz Band. Frankfurter Verlagsanstalt, Frankfurt 2023, ISBN 978-3-627-00306-7.

## Auszeichnungen
- 2016: Finalist beim 26. open mike[2]

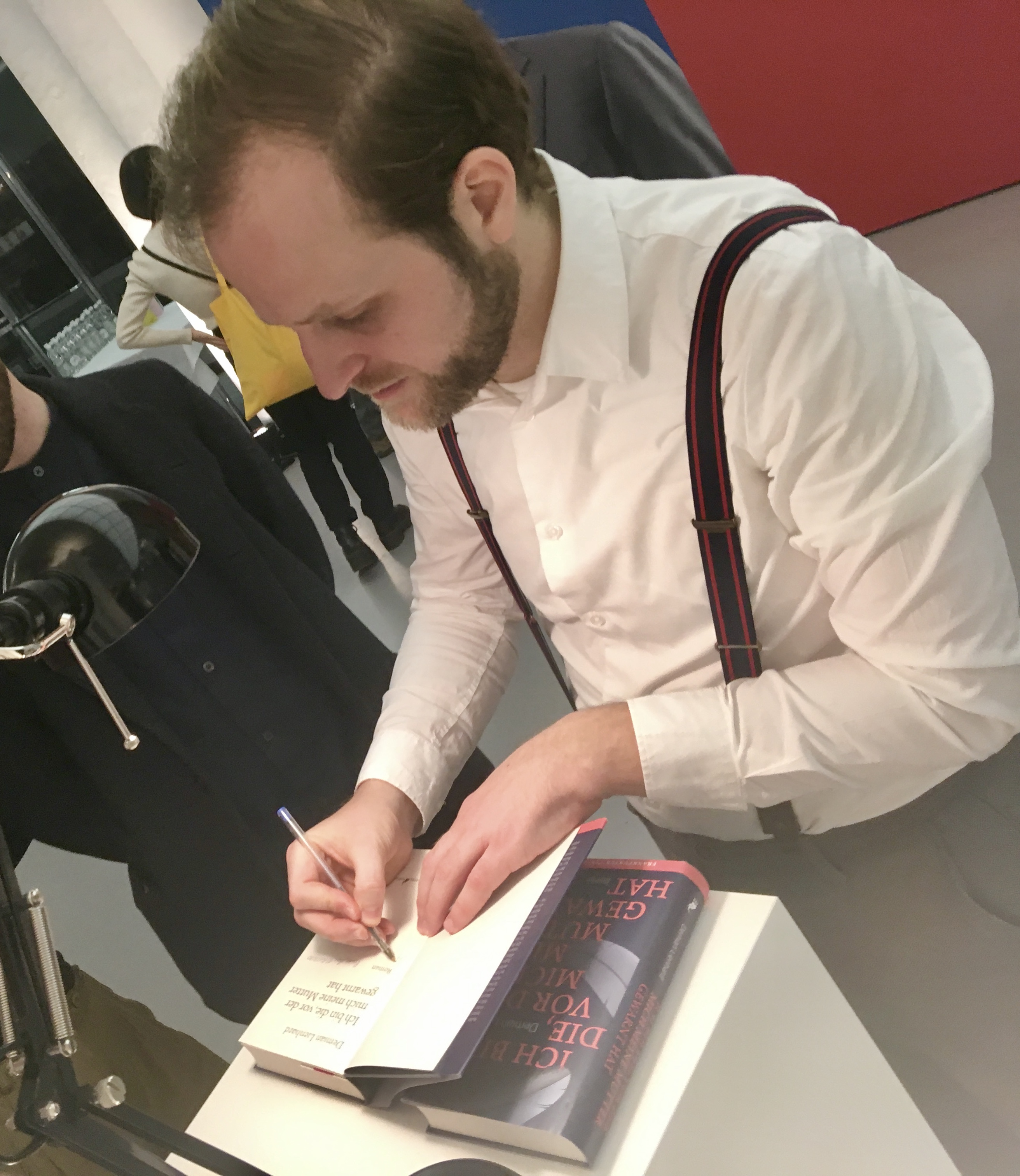
Demian Lienhard, Verleihung des Schweizer Literaturpreises, 2020

- 2018: 2. Preis des Literaturpreises Prenzlauer Berg.[7]
- 2017: Stadtschreiber von Schwaz[8]
- 2018: Finalist beim 28. open mike[9]
- 2019: Shortlist Klaus-Michael-Kühne-Preis für das beste deutschsprachige Romandebüt des Jahres[10]
- 2020: Schweizer Literaturpreis für den Roman Ich bin die, vor der mich meine Mutter gewarnt hat[11]
- 2022: Stipendium Literarisches Colloquium Berlin[12]
- 2023: Nomination für den Schweizer Buchpreis mit Mr. Goebbels Jazz Band
- 2024: Shortlist Kurt Marti Literaturpreis mit Mr. Goebbels Jazz Band[13]